# Epipremnum silvaticum
Epipremnum silvaticum Alderw. – gatunek wieloletnich, wiecznie zielonych pnączy z rodziny obrazkowatych, pochodzących z Sumatry, zasiedlających bagna w wilgotnych lasach równikowych. Znany jedynie z lokalizacji typowej.

## Morfologia
PokrójSmukłe pnącza o długości do 6 metrów.
ŁodygaU dorosłych roślin łodyga osiąga 0,5–1 cm średnicy. Międzywęźla osiągają długość od 0,5 do 2 cm i przedzielone są wyraźnymi bliznami liściowymi.
LiścieKatafile i profile szybko obsychające i odpadające. Ogonki liści właściwych o długości od 3 do 6 cm, tworzące pochwę liściową. Blaszki liściowe o wymiarach 10–18×3,5–6 cm, całobrzegie, lancetowate, niesymetryczne, krótko spiczaste.
KwiatyRośliny tworzą pojedynczy kwiatostan typu kolbiastego pseudancjum, który wyrasta na pędzie kwiatostanowym o długości około 1 cm. Pochwa kwiatostanu nieznana. Kolba o wymiarach 17,5×5–7,5 mm, niemal siedząca, tępo-maczugowato-cylindryczna. Kwiaty o średnicy od 4 do 8 mm, obupłciowe. Zalążnie o wymiarach 7–12×3–8 mm, tępo-jajowate, spłaszczone u nasady, jednokomorowe, zawierające od 3 do 7 zalążków. Szyjki słupków o długości do 4 mm, trapezoidalne, spłaszczone wierzchołkowo, zakończone równowąskim znamieniem o wymiarach około 2–6×0,1–0,5 mm. Pręciki nieznane.
OwoceJagody. Nasiona o wymiarach około 3×4 mm.